# Перцовы
Перцовы — русский дворянский род.

## Происхождение и история рода

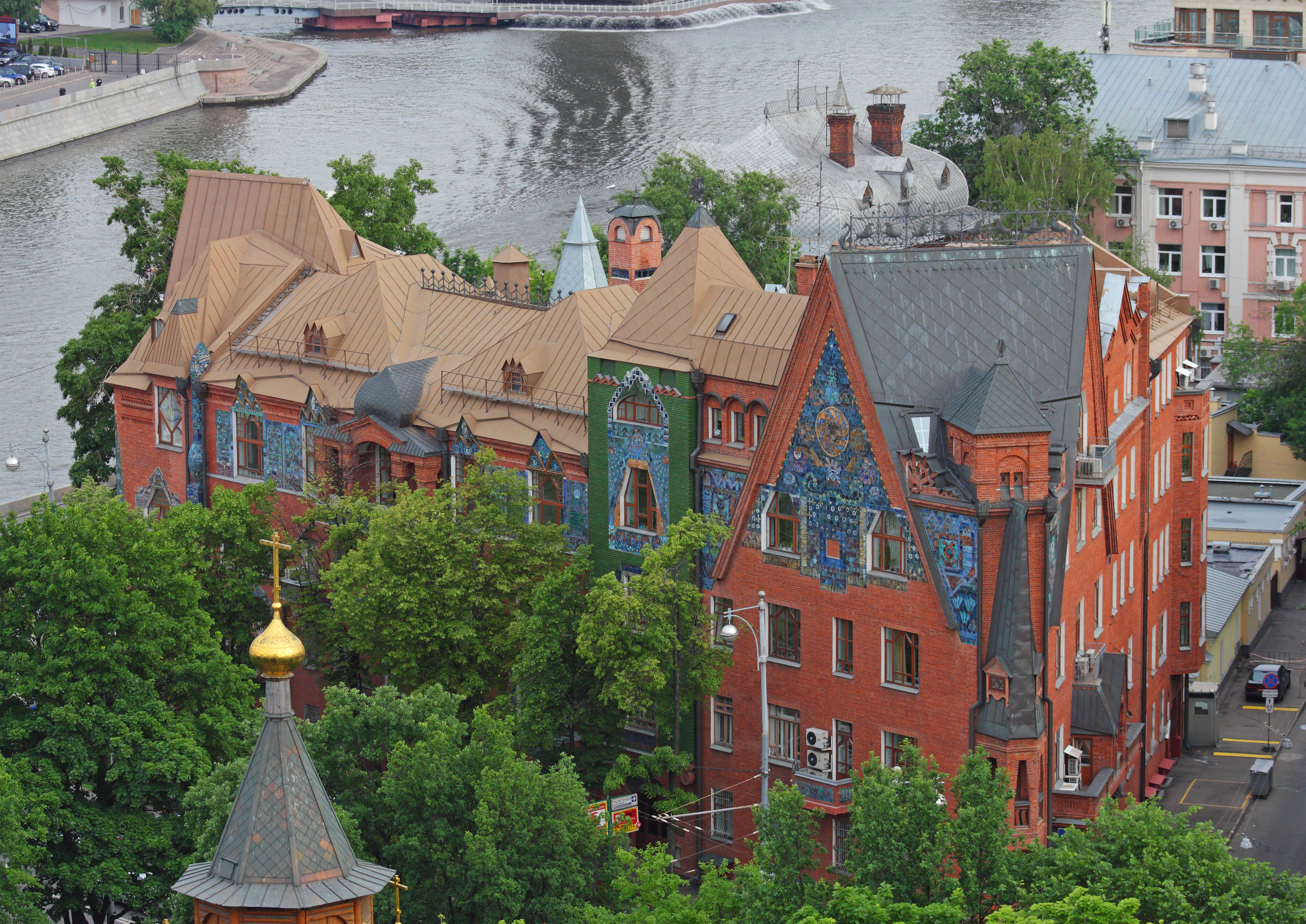
Доходный дом Перцовой

Перцовы (Перцевы) — старинный род детей боярских и «столбовых дворян», представители которого фиксируются в источниках с 1546 года.
Род внесён во 2-ю часть дворянской родословной книги Казанской губернии по определению Казанского дворянского депутатского собрания от 02.03.1836, утвержден указом Герольдии от 20.12.1840.
Наиболее известная Елецко-воронежская ветвь этого рода. Среди ее представителей литератор Эраст Петрович Перцов, вице-губернатор Пензенской губ. Константин Петрович Перцов, сенатор, действительный тайный советник Александр Петрович Перцов, их племянники, поэт, публицист, литературный критик Петр Петрович Перцов; инженер и литератор, хозяин знаменитого Дома Перцова в Курсовом переулке — Петр Николаевич Перцов.

## Описание герба
Щит рассечен; в правой лазуревой части пять (2,1,2) серебряных пятиугольных звезд, в червленой вершине золотая пятиугольная звезда, в левой золотой части червленый якорь, в серебряной дважды скошенной главе взлетающий черный Российский орел; над щитом дворянский шлем с дворянской короной; нашлемник: страусовое перо между двумя павлиньими перьями. Намёт: справа червленый, подложенный золотом, слева лазуревый, подложенный серебром. Герб не внесен в Общий Гербовник.